# Kurt Vorkauf

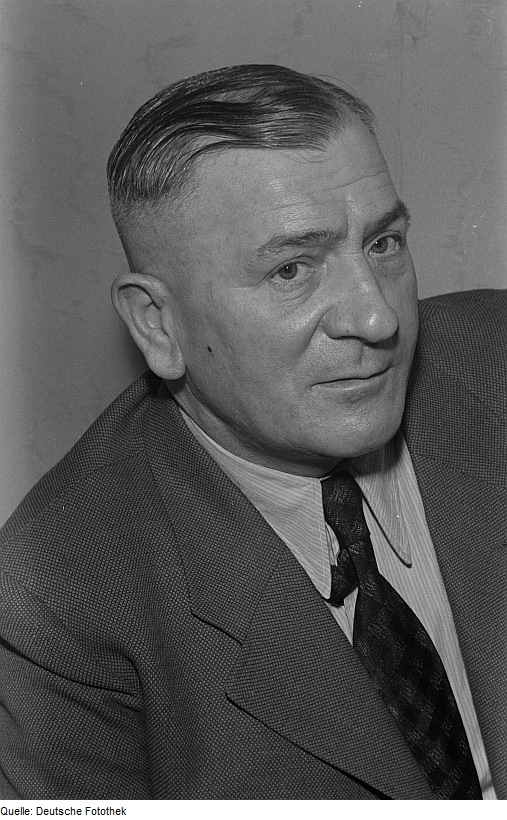
Kurt Vorkauf 1954

Otto Alfred Kurt Vorkauf (* 30. Mai 1898 in Halle (Saale); † 4. Juli 1977 in Strausberg) war Fußballtrainer in der DDR und wurde 1950 mit Stahl Thale und 1954 mit Vorwärts Berlin DDR-Pokalsieger. 
Vorkauf begann seine Trainertätigkeit nach dem Zweiten Weltkrieg zunächst bei den Jugendfußballern der ZSG Halle, mit denen er 1949 Ostzonen-Juniorenmeister und Pokalsieger wurde. Zusätzlich wurde er von der Hallenser sowjetischen Garnison als Fußballtrainer der dort stationierten Soldaten beauftragt. Am 1. Januar 1950 wurde er ehrenamtlicher Trainer beim Oberligisten Eintracht „Hans Wendler“ Stendal, wurde aber bereits nach zwei Monaten wieder abgelöst. Anschließend wurde er zum Landestrainer für Sachsen-Anhalt berufen. Gleichzeitig wirkte er bei Stahl Thale als Trainer und gewann 1950 mit der Mannschaft den DDR-Fußballpokal. Anschließend trainierte zunächst die BSG Melsa Halle und dann bis zum November 1952 die Berliner Oberligamannschaft von Einheit Pankow. Er konnte die Mannschaft, die nur aufgrund politischer Einflussnahme für die Saison 1951/52 einen Platz in der Oberliga erhalten hatte, nicht vor dem Abstieg retten. Vorkauf stand aber mit seiner Mannschaft am 14. September 1952 im Finale um den DDR-Fußballpokal, das die Pankower jedoch mit 0:3 gegen die SG VP Dresden verloren. 
Von Dezember 1952 bis Mai 1953 war Vorkauf bei der zentralen Sportschule der paramilitärischen Sportvereinigung Vorwärts in Potsdam beschäftigt. Als die SV Vorwärts ihren Spitzenfußballklub im Sommer 1953 von Leipzig nach Ost-Berlin verlegte, übernahm Vorkauf im Juni 1953 die nun unter der Bezeichnung SV Vorwärts KVP Berlin antretende Mannschaft, die nach dem Abstieg der Leipziger Vorgänger in der zweitklassigen DDR-Liga spielen musste. Ihm gelang nicht nur der sofortige Wiederaufstieg als souveräner Staffelsieger, sondern er führte die Mannschaft, inzwischen in ZSK Vorwärts Berlin umbenannt, zum DDR-Pokalsieg. Im Pokalendspiel am 3. Juli 1954 in Dresden besiegten die Zweitligisten überraschend den Oberligisten Motor Zwickau mit 2:1. Obwohl der Aufsteiger nach Beendigung der Hinrunde der Saison 1954/55 Platz 7 erreicht hatte, wurde Vorkauf zum Jahresende 1954 abgelöst und zum Assistenztrainer degradiert. Auf diesem Posten blieb er bis März 1962.
Von 1953 bis 1955 gehörte Vorkauf zum Trainerrat der Fußballnationalmannschaft der DDR. Am 11. Mai 1955 fungierte er zusammen mit Hanne Sobeck als Trainer einer Gesamtberliner Fußballauswahl beim Städtespiel gegen die Stadtauswahl von Prag, das die Berliner mit 1:0 gewannen.

## Auszeichnungen
Ende Januar 1954 nahm Vorkauf in Leipzig vom Stellvertreter des Ministerpräsidenten der DDR, Walter Ulbricht, die staatliche Auszeichnung Verdienter Meister des Sports entgegen. Er war damit der erste Verdiente Meister des Sports der Sektion Fußball.